# Coquimbo (vùng)
vùng Coquimbo (tiếng Tây Ban Nha: Región de Coquimbo, phát âm [koˈkimbo]) là một trong 16 vùng của Chile (đơn vị hành chính cấp một). Vùng này giáp với Atacama ở phía bắc, Valparaíso ở phía nam, Argentina ở phía đông và Thái Bình Dương ở phía tây. Nó cách thủ đô Santiago khoảng 400 km về phía bắc.
Thủ đô và thành phố lớn nhất là La Serena. Các thành phố quan trọng khác bao gồm cảng biển Coquimbo và trung tâm nông nghiệp Ovalle.

## Địa lý
Vùng Coquimbo tạo thành phần hẹp nhất, hay còn gọi là 'eo' của Chile, và do đó là một trong những vùng có nhiều núi non của đất nước, vì dãy Andes chạy gần biển hơn những nơi khác. Khu vực này có các loài sinh vật biển đáng chú ý cũng như các loài có liên quan đến các vùng núi. Đối với các sinh vật biển, các khu vực nước trồi khuyến khích năng suất sinh học ngoài khơi khu vực bờ biển Thái Bình Dương của Chile.
Ở các khu vực miền núi phía nam của Vùng Coquimbo, tìm thấy loài cọ vang Chile quý hiếm và có nguy cơ tuyệt chủng, môi trường sống của chúng bị đe dọa bởi dân số gia tăng trong khu vực và nạn phá rừng liên quan để mở rộng dân cư và nông nghiệp.
Thung lũng Elqui là nơi có một số đài quan sát thiên văn, do bầu trời quang đãng của khu vực. Đây cũng là nơi có con đập Puclaro dài 640 mét, ngăn sông Elqui và tạo ra một hồ chứa 4.630.000 m³ nước để tưới tiêu nông nghiệp.

## Nhân khẩu
Các hoạt động khai mỏ và nông nghiệp diễn ra ở nhiều nơi khác nhau trong khu vực, xung quanh các thung lũng ngang và các mỏ khoáng sản. Ban đầu tổ chức này được cấu trúc theo vị trí của các làng người da đỏ Diaguita. Một tỷ lệ cao (70–75%) cư dân có nguồn gốc Mestizo (Âu-da đỏ), cao hơn bất kỳ khu vực nào khác ở Chile. Các dân tộc bản địa khác bao gồm Aymara, Atacameno, Mapuche và Quechua, họ là những người nhập cư từ Peru và Bolivia.
Mức tăng dân số cao gần đây gây căng thẳng cho khu đô thị La Serena - Coquimbo (ước tính 300.000 hoặc 297.253 cư dân), nơi tập trung một nửa dân số khu vực. Về dân số, các thành phố lớn (theo điều tra dân số năm 2002): La Serena (148.815), Coquimbo (148.438), Ovalle (66.405), Illapel (21.826), Vicuña (12.910), Salamanca (11.615) và Los Vilos (10,966).

## Kinh tế
Khu vực này là một điểm đến du lịch rất phổ biến. Du khách chủ yếu bị thu hút bởi những bãi biển dài, nhiều cát trắng mịn, được tắm vùng biển lặng và khí hậu dễ chịu của khu vực.
Cùng với du lịch, các ngành công nghiệp chính của tỉnh là nông nghiệp và đánh bắt cá. Những ngọn núi là một trung tâm thiên văn học ở Chile